# Roestvleugelschiffornis
De roestvleugelschiffornis (Schiffornis stenorhyncha) is op grond van DNA-onderzoek afgesplitst van de bruinvleugelschiffornis (S. turdina). Het is een zangvogel uit de familie Tityridae.

## Verspreiding en leefgebied
De soort komt voor in Panama, Colombia en Venezuela en telt twee ondersoorten.
- S. s. panamensis: Panama en noordwestelijk Colombia.
- S. s. schiffornis: noordoostelijk Colombia en noordelijk Venezuela.

## Status
De grootte van de populatie is in 2022 geschat op 20.000-50.000 volwassen vogels. Op de Rode lijst van de IUCN heeft deze soort de status niet bedreigd.